# چری (کشتی‌گیر)
چری (انگلیسی: Cherry؛ زادهٔ ۱۵ ژوئیهٔ ۱۹۷۵) کشتی‌گیر کشتی حرفه‌ای، و مربی (کشتی حرفه‌ای) اهل ایالات متحده آمریکا است.